# بيانات بيولوجية
تشير البيانات البيولوجية إلى مركب أو معلومات مستمدة من الكائنات الحية ومنتجاتها. يمكن وصف المركب الطبي المصنوع من كائنات حية، مثل مصل أو لقاح، بأنه بيانات بيولوجية. البيانات البيولوجية معقدة للغاية عند مقارنتها بأشكال أخرى من البيانات. هناك العديد من أشكال البيانات البيولوجية، بما في ذلك النصوص وبيانات التسلسل وبنية البروتين والبيانات الجينومية والأحماض الأمينية والروابط وغيرها.

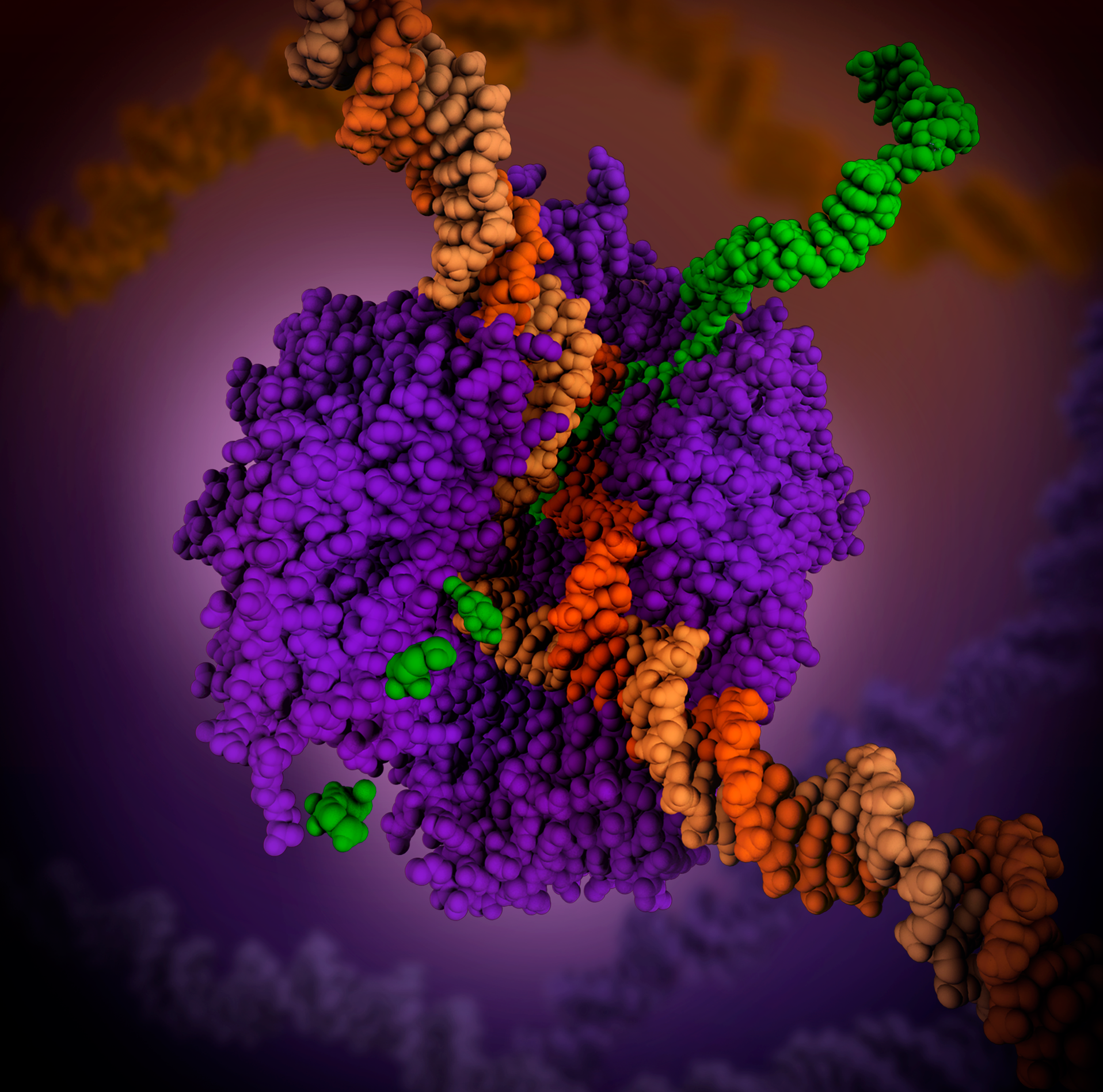
بوليميراز الحمض النووي الريبي (الأرجواني) هو إنزيم معقد في قلب النسخ. خلال هذه العملية ، يقوم الإنزيم بفك الحلزون المزدوج للحمض النووي ويستخدم خيطًا واحدًا (برتقالي داكن) كقالب لإنشاء الحمض النووي الريبي المرسال أحادي الجديلة (الأخضر) ، والذي تستخدمه الريبوسومات لاحقًا لتخليق البروتين.

## البيانات البيولوجية والمعلوماتية الحيوية
تعمل البيانات البيولوجية بشكل وثيق مع المعلوماتية الحيوية، وهو تخصص حديث يركز على معالجة الحاجة إلى تحليل وتفسير كميات هائلة من البيانات الجينومية.
في العقود القليلة الماضية ، أدت القفزات في الأبحاث الجينومية إلى كميات هائلة من البيانات البيولوجية. نتيجة لذلك، تم إنشاء المعلوماتية الحيوية كتلاقي بين علم الجينوم والتكنولوجيا الحيوية وتكنولوجيا المعلومات، مع التركيز على البيانات البيولوجية.
كان من الصعب أيضًا تعريف البيانات البيولوجية، لأن المعلوماتية الحيوية هي مجال واسع النطاق. علاوة على ذلك ، كانت مسألة ما الذي يشكله كائنًا حيًا مثيرة للجدل، حيث يمثل مصطلح "حي" مصطلحًا ضبابيًا يشمل التطور الجزيئي والنمذجة البيولوجية والفيزياء الحيوية وبيولوجيا الأنظمة. منذ العقد الماضي فصاعدًا ، كانت المعلوماتية الحيوية وتحليل البيانات البيولوجية مزدهرة نتيجة القفزات في التكنولوجيا المطلوبة لإدارة البيانات وتفسيرها. إنه حاليًا مجال مزدهر، حيث أصبح المجتمع أكثر تركيزًا على اكتساب ونقل واستغلال المعلوماتية الحيوية والبيانات البيولوجية.

## أنواع البيانات البيولوجية
يمكن استخراج البيانات البيولوجية لاستخدامها في مجالات أوميكس والتصوير الحيوي والتصوير التشخيصي الطبي. يقدر علماء الحياة البيانات البيولوجية لتوفير التفاصيل الجزيئية في الكائنات الحية. أدوات تسلسل الحمض النووي ، والتعبير الجيني، والتصوير الحيوي، والتصوير العصبي، وواجهات الدماغ والآلة كلها مجالات تستخدم البيانات البيولوجية ، ونمذجة الأنظمة البيولوجية ذات الأبعاد العالية.
علاوة على ذلك ، تشير بيانات التسلسل البيولوجي الخام عادةً إلى حمض نووي ريبوزي منقوص الأكسجين والحمض النووي الريبوزي والأحماض الأمينية.
يمكن أيضًا وصف البيانات البيولوجية على أنها بيانات عن الكيانات البيولوجية. على سبيل المثال، يمكن وصف الخصائص مثل: التسلسلات والرسوم البيانية والمعلومات الهندسية والحقول العددية والمتجهة والأنماط والقيود والصور والمعلومات المكانية على أنها بيانات بيولوجية، لأنها تصف سمات الكائنات البيولوجية. في كثير من الحالات ، ترتبط البيانات البيولوجية بالعديد من هذه الفئات. على سبيل المثال، كما هو موصوف في تقرير المعهد الوطني للصحة حول تحفيز الاستعلام في واجهة الحوسبة وعلم الأحياء، قد ترتبط بنية البروتين بتسلسل أحادي البعد، وصورة ثنائية الأبعاد، وبنية ثلاثية الأبعاد، وهكذا.
قواعد البيانات الطبية الحيوية

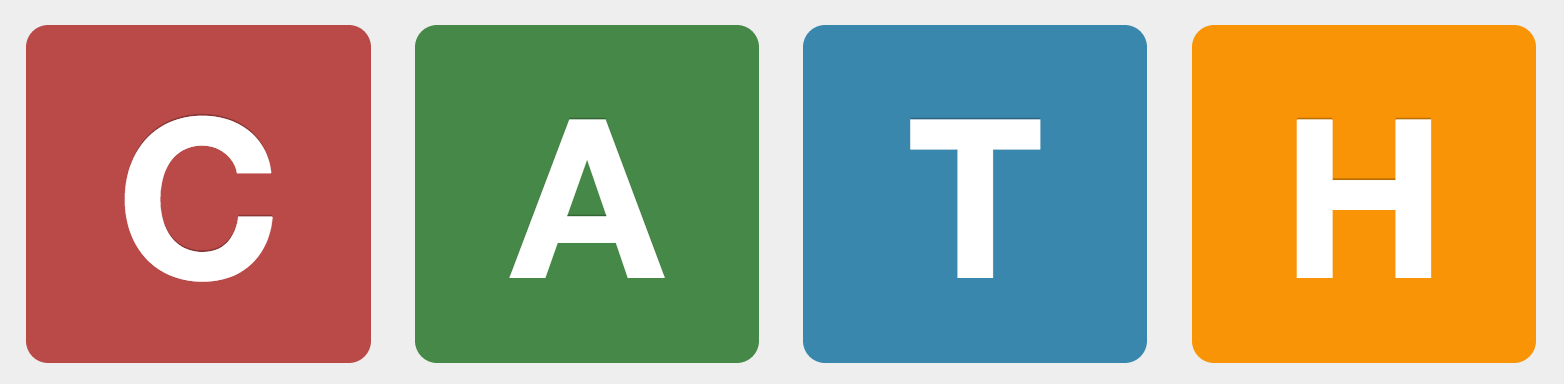
CATH - قاعدة بيانات تصنيف بنية البروتين

غالبًا ما يشار إلى قواعد البيانات الطبية الحيوية على أنها قواعد بيانات السجلات الصحية الإلكترونية ، والبيانات الجينية في أنظمة قواعد البيانات الفيدرالية اللامركزية، والبيانات البيولوجية ، بما في ذلك البيانات الجينية، التي تم جمعها من الدراسات السريرية واسعة النطاق.

## القرصنة البيولوجية وتهديدات الخصوصية
القرصنة البيولوجية
أصبحت هجمات الحوسبة الحيوية أكثر شيوعًا حيث أظهرت الدراسات الحديثة أن الأدوات الشائعة قد تسمح للمهاجم بتوليف المعلومات البيولوجية التي يمكن استخدامها لسرقة المعلومات من تحليلات الحمض النووي. أصبح تهديد الاختراق البيولوجي أكثر وضوحًا مع زيادة تحليل الحمض النووي في القواسم المشتركة في مجالات مثل علوم الطب الشرعي والبحوث السريرية وعلم الجينوم.
يمكن إجراء القرصنة البيولوجية عن طريق تصنيع الحمض النووي الخبيث وإدخاله في العينات البيولوجية. وضع الباحثون سيناريوهات توضح خطر الاختراق البيولوجي، مثل وصول المتسلل إلى عينة بيولوجية عن طريق إخفاء الحمض النووي الخبيث على الأسطح الشائعة، مثل معاطف المختبر أو المقاعد أو القفازات المطاطية، والتي من شأنها أن تلوث البيانات الجينية.
ومع ذلك ، يمكن التخفيف من خطر الاختراق البيولوجي باستخدام تقنيات مماثلة تُستخدم لمنع هجمات الحقن التقليدية. يمكن للأطباء والباحثين التخفيف من الاختراق البيولوجي عن طريق استخراج المعلومات الجينية من العينات البيولوجية، ومقارنة العينات لتحديد المواد غير المعروفة. أظهرت الدراسات أن مقارنة المعلومات الجينية مع العينات البيولوجية، لتحديد شفرة القرصنة الحيوية، كانت فعالة بنسبة تصل إلى 95٪ في الكشف عن إدخالات الحمض النووي الضارة في هجمات القرصنة الحيوية.
العينات الجينية كبيانات شخصية
نشأت مخاوف الخصوصية في البحث الجينومي حول فكرة ما إذا كانت العينات الجينية تحتوي على بيانات شخصية أم لا، أو ينبغي اعتبارها مادة فيزيائية. علاوة على ذلك ، تظهر مخاوف لأن بعض البلدان تعترف بالبيانات الجينومية على أنها بيانات شخصية (وتطبق قواعد حماية البيانات) بينما تنظر دول أخرى إلى العينات من حيث المادة المادية ولا تطبق نفس قوانين حماية البيانات على العينات الجينية. تم الاستشهاد بالنظام الأوروبي العام لحماية البيانات القادمة كأداة قانونية محتملة قد تفرض بشكل أفضل لوائح الخصوصية في مجال البنوك الحيوية والبحوث الجينية.
ومع ذلك ، أدى الغموض المحيط بتعريف "البيانات الشخصية" في نص النظام الأوروبي العام لحماية البيانات ، وخاصة فيما يتعلق بالبيانات البيولوجية، إلى شكوك حول ما إذا كان سيتم فرض اللوائح على العينات الجينية. تنص المادة 4 (1) على تعريف البيانات الشخصية على أنها "أي معلومات تتعلق بشخص طبيعي محدد أو قابل للتحديد (" موضوع البيانات ").

## تطبيقات التعلم العميق للبيانات البيولوجية
نتيجة للتقدم السريع في علم البيانات والقوة الحسابية، تمكن علماء الحياة من تطبيق أساليب التعلم الآلي كثيفة البيانات على البيانات البيولوجية، مثل التعلم العميق والتعلم المعزز ومزيجها. سمحت هذه الأساليب، إلى جانب الزيادات في تخزين البيانات والحوسبة، لعلماء الحياة باستخراج البيانات البيولوجية وتحليل مجموعات البيانات التي كانت كبيرة جدًا أو معقدة في السابق. تم استخدام التعلم العميق والتعلم المعزز في مجال أبحاث أوميكس (والتي تشمل الجينوميات أو البروتينات أو الأيض.) عادةً ما يتم استخراج بيانات التسلسل البيولوجي الخام (مثل حمض نووي ريبوزي منقوص الأكسجين ولحمض النووي الريبوزي والأحماض الأمينية) واستخدامها لتحليل الميزات ، الوظائف والهياكل والديناميات الجزيئية من البيانات البيولوجية. من تلك النقطة فصاعدًا، يمكن إجراء تحليلات مختلفة، مثل التنميط الجيني للتعبيرعن تنميط الوصلة، ويمكن إجراء جميع تقييم تفاعل البروتين مع البروتين.
نتيجة للتقدم السريع في علم البيانات والقوة الحسابية ، تمكن علماء الحياة من تطبيق أساليب التعلم الآلي كثيفة البيانات على البيانات البيولوجية ، مثل التعلم العميق والتعلم المعزز ومزيجها. سمحت هذه الأساليب ، إلى جانب الزيادات في تخزين البيانات والحوسبة ، لعلماء الحياة باستخراج البيانات البيولوجية وتحليل مجموعات البيانات التي كانت كبيرة جدًا أو معقدة في السابق. تم استخدام التعلم العميق والتعلم المعزز في مجال أبحاث أومكس (والتي تشمل الجينوميات أو البروتينات أو الأيض.) عادةً ما يتم استخراج بيانات التسلسل البيولوجي الخام (مثل حمض نووي ريبوزي منقوص الأكسجين والحمض النووي الريبوزي والأحماض الأمينية) واستخدامها لتحليل الميزات ، الوظائف والهياكل والديناميات الجزيئية من البيانات البيولوجية. من تلك النقطة فصاعدًا، يمكن إجراء تحليلات مختلفة، مثل التنميط الجيني للتعبير عن تنميط الوصلة، ويمكن إجراء جميع تقييم تفاعل البروتين مع البروتين.
التعلم المعزز، وهو مصطلح مشتق من علم النفس السلوكي، هو طريقة لحل المشكلات عن طريق تعلم الأشياء من خلال التجربة والخطأ. يمكن تطبيق التعلم المعزز على البيانات البيولوجية ، في مجال أوميكس، باستخدام التعلم المعزز للتنبؤ بالجينومات البكتيرية.
أظهرت دراسات أخرى أنه يمكن استخدام التعلم المعزز للتنبؤ بدقة بتعليق التسلسل البيولوجي.
تعتبر معماريات التعلم العميق مفيدة أيضًا في تدريب البيانات البيولوجية. على سبيل المثال، تم استخدام معماريات التعلم العميق التي تستهدف مستويات البكسل للصور البيولوجية لتحديد عملية الانقسام الفتيلي في الصور النسيجية للثدي. كما تم استخدام معماريات التعلم العميق للتعرف على النوى في صور خلايا سرطان الثدي.

## التحديات التي تواجه التنقيب عن البيانات في المعلوماتية الطبية الحيوية
التعقيد
عادة ما تكون المشكلة الأساسية التي تواجه نماذج البيانات الطبية الحيوية هي التعقيد، حيث يواجه علماء الحياة في البيئات السريرية والبحوث الطبية الحيوية إمكانية زيادة تحميل المعلومات. ومع ذلك ، فقد كان الحمل الزائد للمعلومات في كثير من الأحيان ظاهرة موضع نقاش في المجالات الطبية. سمحت التطورات الحسابية بتكوين مجتمعات منفصلة في ظل فلسفات مختلفة. على سبيل المثال، يبحث باحثو التنقيب عن البيانات وتعلم الآلة عن الأنماط ذات الصلة في البيانات البيولوجية، ولا تعتمد الهندسة المعمارية على التدخل البشري. ومع ذلك، هناك مخاطر متضمنة عند نمذجة القطع الأثرية عندما يتم تقليل التدخل البشري، مثل فهم المستخدم النهائي والتحكم فيه.
أشار الباحثون إلى أنه مع زيادة تكاليف الرعاية الصحية والكميات الهائلة من البيانات غير المستغلة بالكامل، قد تكون تقنيات المعلومات الصحية هي المفتاح لتحسين كفاءة وجودة الرعاية الصحية.
أخطاء وإساءات قاعدة البيانات
يمكن أن تحتوي السجلات الصحية الإلكترونية على بيانات جينومية من ملايين المرضى، وقد أدى إنشاء قواعد البيانات هذه إلى المديح والقلق.
أشار علماء القانون إلى ثلاثة مخاوف أساسية لزيادة التقاضي المتعلق بقواعد البيانات الطبية الحيوية. أولاً: قد تكون البيانات الموجودة في قواعد البيانات الطبية الحيوية غير صحيحة أو غير كاملة. ثانيًا: قد تهدد التحيزات النظامية، التي قد تنشأ عن تحيزات الباحث أو طبيعة البيانات البيولوجية، صحة نتائج البحث. ثالثًا: يمكن لوجود التنقيب عن البيانات في قواعد البيانات البيولوجية أن يسهل على الأفراد ذوي الأجندات السياسية أو الاجتماعية أو الاقتصادية التلاعب بنتائج البحث للتأثير على الرأي العام.
حدث مثال على إساءة استخدام قاعدة البيانات في عام 2009 عندما نشرت مجلة الأبحاث النفسية دراسة ربطت الإجهاض بالاضطرابات النفسية،  وكان الغرض من الدراسة هو تحليل الارتباطات بين تاريخ الإجهاض والاضطرابات النفسية، مثل اضطرابات القلق (بما في ذلك اضطراب الهلع واضطراب ما بعد الصدمة)،( ورهاب الخلاء) إلى جانب اضطرابات تعاطي المخدرات واضطرابات المزاج.
ومع ذلك ، فقدت الدراسة مصداقيتها في عام 2012 عندما قام العلماء بفحص منهجية الدراسة ووجدوا أنها معيبة بشدة. استخدم الباحثون "مجموعات البيانات الوطنية مع التاريخ الإنجابي ومتغيرات الصحة العقلية"  لإنتاج النتائج التي توصلوا إليها. ومع ذلك، فشل الباحثون في مقارنة النساء (اللائي تعرضن لحمل غير مخطط له وأجريت لهن عمليات إجهاض) بمجموعة النساء اللائي لم يقمن بالإجهاض، مع التركيز على المشكلات النفسية التي حدثت بعد انتهاء الحمل. ونتيجة لذلك، فإن النتائج التي يبدو أنها تعطي مصداقية علمية، أدت إلى قيام العديد من الولايات بسن تشريعات  تلزم النساء بالتماس المشورة قبل الإجهاض، بسبب احتمال حدوث عواقب صحية عقلية طويلة المدى.
أظهر مقال آخر، نُشر في صحيفة نيويورك تايمز، كيف يمكن للأطباء التلاعب بأنظمة السجلات الصحية الإلكترونية للمبالغة في مقدار الرعاية التي قدموها لأغراض سداد تكاليف الرعاية الطبية.

## تبادل البيانات الطبية الحيوية
تم الترويج لمشاركة البيانات الطبية الحيوية كطريقة فعالة لتعزيز إمكانية استنساخ البحث والاكتشاف العلمي.
بينما يكافح الباحثون مع القضايا التكنولوجية في مشاركة البيانات، فإن القضايا الاجتماعية تشكل أيضًا حاجزًا أمام مشاركة البيانات البيولوجية. على سبيل المثال، يواجه الأطباء والباحثون تحديات فريدة لمشاركة البيانات البيولوجية أو الصحية داخل مجتمعاتهم الطبية، مثل مخاوف الخصوصية وقوانين خصوصية المريض مثل قانون نقل التأمين الصحي والمساءلة.
المواقف تجاه تبادل البيانات
وفقًا لدراسة أجريت عام 2015 ركزت على مواقف ممارسات الأطباء وموظفي البحث العلمي، أفاد غالبية المستجيبين بأن مشاركة البيانات مهمة لعملهم، لكنهم أشاروا إلى أن خبرتهم في هذا الموضوع كانت منخفضة. من بين 190 مشاركًا في الاستطلاع، عرّف 135 أنفسهم على أنهم علماء أبحاث إكلينيكية أو أساسية، وشمل مجتمع المسح علماء أبحاث إكلينيكية وأساسية في برنامج البحث الداخلي في المعهد الوطني للصحة. وجدت الدراسة أيضًا أنه من بين المستجيبين، كانت مشاركة البيانات مباشرة مع الأطباء الآخرين ممارسة شائعة، لكن الأشخاص الخاضعين للدراسة لم يكن لديهم سوى القليل من الممارسة في تحميل البيانات إلى المستودع.
في مجال البحوث الطبية الحيوية، تم الترويج لمشاركة البيانات كطريقة مهمة للباحثين  لمشاركة البيانات وإعادة استخدامها من أجل الاستفادة الكاملة من الطب الشخصي والدقيق.
تحديات مشاركة البيانات
ظلت مشاركة البيانات في مجال الرعاية الصحية تمثل تحديًا لعدة أسباب. على الرغم من التقدم البحثي في مشاركة البيانات في مجال الرعاية الصحية، لا تزال العديد من مؤسسات الرعاية الصحية مترددة أو غير راغبة في الإفصاح عن البيانات الطبية بسبب قوانين الخصوصية مثل قانون التأمين الصحي والمساءلة. علاوة على ذلك ، تتطلب مشاركة البيانات البيولوجية بين المؤسسات حماية سرية البيانات التي قد تمتد عبر العديد من المنظمات. إن تحقيق بناء جملة البيانات وعدم التجانس الدلالي مع تلبية متطلبات الخصوصية المتنوعة كلها عوامل تشكل حواجز أمام مشاركة البيانات.